# Denis Martin
Pour les articles homonymes, voir Denis Martin (homme d'affaires).
Denis Martin, né le 5 décembre 1956 à Aigle, est un cuisinier suisse. Tenant de la gastronomie moléculaire, il est chef du restaurant Denis Martin à Vevey, côté avec 4 toques au Gault-Millau Étoilé Michelin. Chevalier dans l'ordre des Arts et des Lettres (2011).
Il est marié, sans enfants.

## Publications
- Évolution, Lausanne, Éditions Pierre-Marcel Favre, 2007 (ISBN 978-2-8289-0968-0 et 2-8289-0968-9)Livre de recettes de cuisine

## Sources
- Geneviève Praplan. Cuisine moléculaire... ou la réponse aux «pourquoi», L'Écho magazine, 28 décembre 2006.
- Patricia Briel. Denis Martin, cuisinier évolutif, Le Temps du 6 octobre 2007.
- Pablo Davila, Interview de Denis Martin: «Je fais de la cuisine d’auteur», Coopération du 9 octobre 2007.
- Alain Giroud. Denis Martin dévoile sa cuisine. Moléculaire?, Tribune de Genève du 19 octobre 2007
- Claude Ansermoz. Denis Martin emprisonne les goûts pour mieux les libérer. 24 heures, 15 octobre 2009.
- http://www.24heures.ch/vaud-regions/benoit-violier-sauve-trois-etoiles-crissier/story/17846717